# The Amazing Spider-Man Marvel NOW!
The Amazing Spider-Man Marvel NOW! es una nueva serie de Marvel Comics de las series de cómics Marvel NOW!, protagonizada por Spider-Man, siendo esta una continuación de The Superior Spiderman teniendo esta en el N#9 inicio de Spider-Verse.

## Historia
Con solo unas horas desde que Otto le devolviera su cuerpo y él mismo acabara con la Nación Duende, Peter tendrá que corregir y acostumbrarse a los cambios radicales que Otto hizo en su vida, así como descubrir que seguido de que lo mordiera la araña, esta muerde a alguien más y la araña muere al igual de que Morlum continua vivo después de tanto, para así matar a todas las arañas.